# Ходоронок, Юрий Михайлович
Юрий Михайлович Ходоронок (бел. Юры Міхайлавіч Хадаронак; 24 апреля 1965) — белорусский футболист, играл на позициях полузащитника и нападающего.

## Карьера
Воспитанник футбольной школы «СДЮШОР-5» (Минск). Карьеру начинал в минском «Динамо», однако за основной состав так и не сыграл. В 1987 году сыграл 1 матч за «Химик» из Гродно. После чего выступал в чемпионате Белорусской ССР за минское «Торпедо» и алданский «Металлург». В 1990 году выступал за КИМ. С 1991 по 1993 годы играл за польский «Хемик». В 1993 году перебрался в российский «Луч» Владивосток. Дебютировал в чемпионате России 27 марта того же года в выездном матче 6-го тура против ЦСКА, выйдя на 80-й минуте на замену Александру Гончаренко. В 1994 году перебрался в клуб Самотлор-XXI, который выступал в зоне «Урал» Второй лиги, в составе которого в 1996 году он стал лучшим бомбардиром команды. Однако сезон 1997 года пропустил из-за повреждения ахиллова сухожилия. Завершил карьеру в 2000 году в клубе «Верас».